# Protruzja

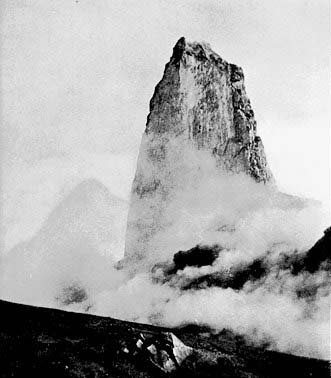
Iglica wypchnięta z krateru wulkanu Mt. Pelée w 1902 r.

Protruzja (tholoid) – forma wulkaniczna powstała w wyniku wciskania się zastygłej magmy w otaczające skały pod wpływem nacisków tektonicznych; również korek lawy (forma walca lub iglicy) wypychany z krateru pod wpływem ciśnienia magmy. Protruzje mogą rozpadać się eksplozywnie na gruz.
Protruzja (iglica) o wysokości ponad 200 m została wypchnięta z krateru wulkanu Mt. Pelée w 1902 r.